# パンデミック

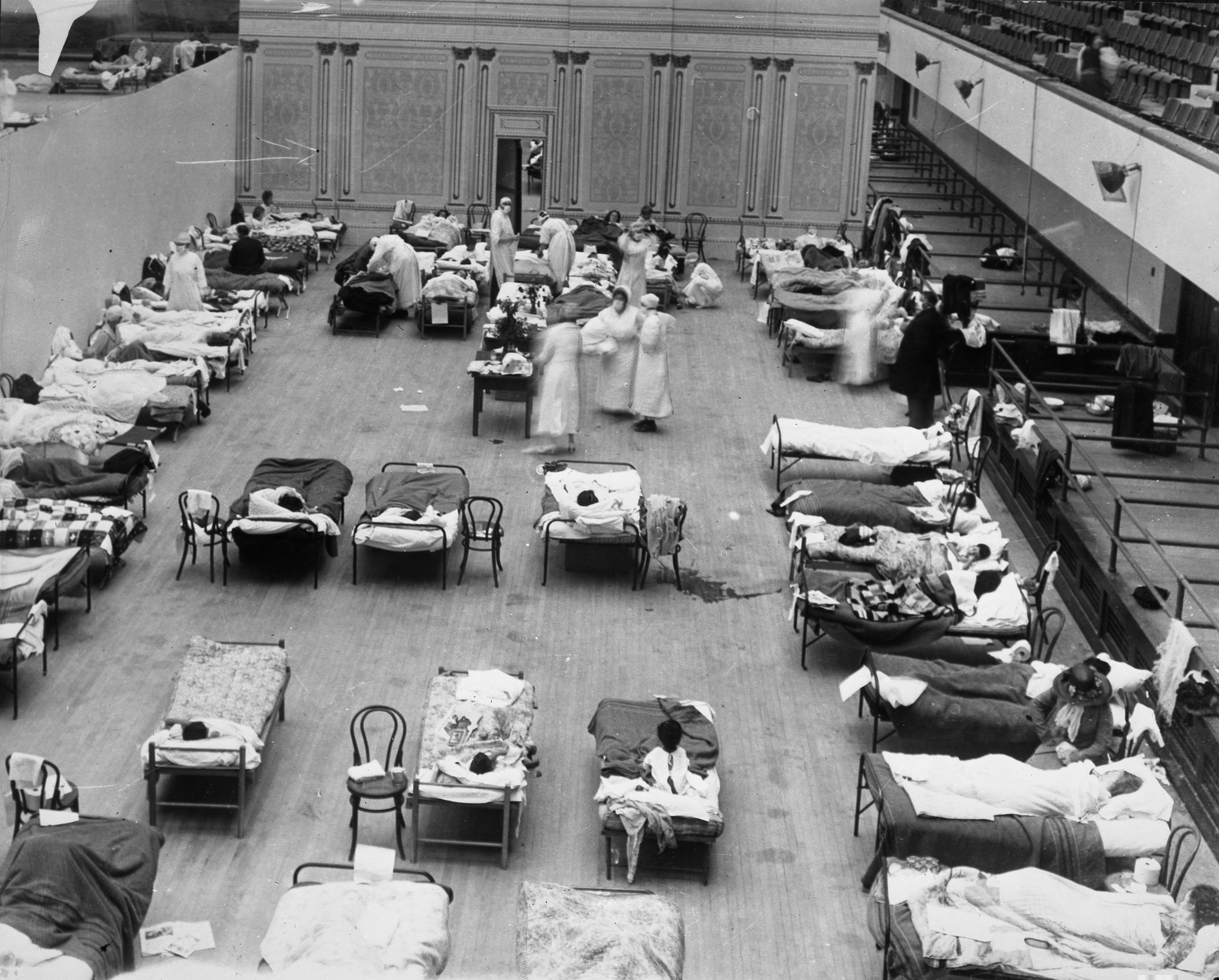
1918年、米国カリフォルニア州オークランドでのスペインかぜの流行＝オークランド公立図書館

2002年11月1日 - 2003年8月7日の
SARS（重症急性呼吸器症候群）の流行
SARS感染による死者が出た国・地域（黒）
SARS感染者が出た国・地域（赤）
SARS感染者が確認されなかった国・地域（灰）

パンデミック（英: pandemic）とは、「世界的な規模で流行すること」、「症状の全国的・世界的な大流行」、「広い地域に高い罹病率で症状が発生し、大流行すること」を意味するほか、「一国の全体、あるいは世界に、ある疾患が広がること」を意味する。
人類の歴史を通じて、天然痘や結核、ペスト、インフルエンザ、新型コロナウイルス感染症などのパンデミックが数多く発生している。最も致命率の高いパンデミックは、黒死病として知られる14世紀のペストのパンデミックであり、75-2000万人以上が死亡したと言われている。
語源は、ギリシア語のpandēmos（pan-「全ての」+ dēmos「人々」）である。pandēmosの後ろに、17世紀ころに英語で接尾辞の「ic」をつけてpandemicという語が造語された。

## 定義及び用法
これには複数の立場、用法がある。
- ある病気（感染症）が世界中で大流行すること[12][注 1]。
- ある感染症（特に伝染病）の顕著な感染や死亡被害が著しい事態を想定した世界的な大流行[13][14][15]。
- 感染症などとは関係なく、世界流行を指す言葉として用いられることもある。

疾患、特に感染症の流行は、その規模に応じて (1) エンデミック、(2) エピデミック、(3) パンデミックに分類される。このうち最も規模が大きいものがパンデミックである。

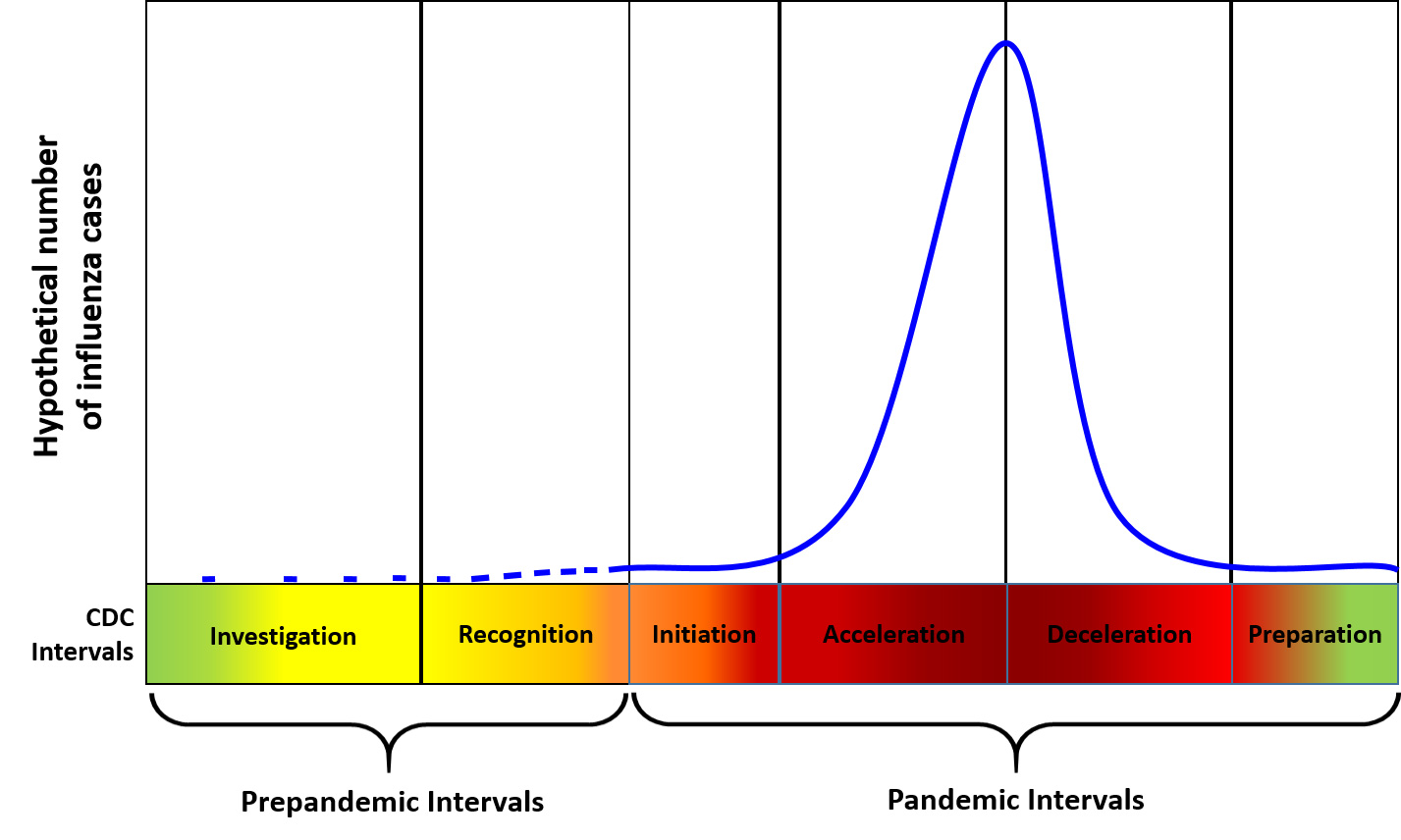
Influenza intervals in the CDC's Pandemic Intervals Framework

endemic エンデミック（地域流行）
特定の人々や特定の地域において、「regularly （ある程度の割合、ポツポツと）」見られる状態。地域的に狭い範囲に限定され、患者数も比較的少なく、拡大のスピードも比較的遅い状態。「流行」以前の段階。風土病もエンデミックの一種にあたる。
epidemic エピデミック（流行）
特定のコミュニティ内で、特定の一時期、感染症が広がること。特に突発的に規模が拡大し集団で発生することを「アウトブレイク（outbreak）」と呼ぶ。
pandemic パンデミック（汎発流行）
（さらに流行の規模が大きくなり）国境や大陸を越え、世界中で感染症が流行すること。世界流行、世界的流行とも。
世界保健機関（WHO）は、ひとつひとつの感染症のパンデミックの（その時点での）状況を6つのフェーズ（段階）に区別して分類している。→#WHOによる6つのフェーズ

## ステージ

フェーズの判断に関係したWHO地域区分
南北アメリカ州（赤）
ヨーロッパ（紫）
アフリカ（青）
中東（黄）
東南アジア（黄緑）
西太平洋（水）

WHOは、感染症の感染力や流行の、その時々の状況に応じて、（パンデミックに至る）6つのフェーズ（phase、「段階）（≒警戒区分）に分類している。この警戒区分は、対象となる感染症の原因となる病原体の病原性の強さや、流行の程度を考慮して総合的にWHOが判断して警戒や対策の実行を呼びかけるものである。

### WHOによる6つのフェーズ
WHOでは、パンデミックまでの各フェーズを以下のように切り分け、フェーズごとの公衆衛生学的な対応策を各国に求めている。英: global pandemic preparedness level。
日本ではフェーズ3以降をさらにA（海外で発生しているが，国内では発生していない）、B（国内で発生している）に細分し、それらに適合した対応ガイドラインが設定されている。
なお6段階ではなく3段階に分けた用語と、6つのフェーズの関係は次の通り｡
- 前パンデミック期（英: Inter-Pandemic Period、パンデミック間期）：フェーズ 1-2
- パンデミック・アラート期（英: Pandemic Alert Period、パンデミック警告期）：フェーズ 3-4-5
- パンデミック期（英: Pandemic Period）：フェーズ 6

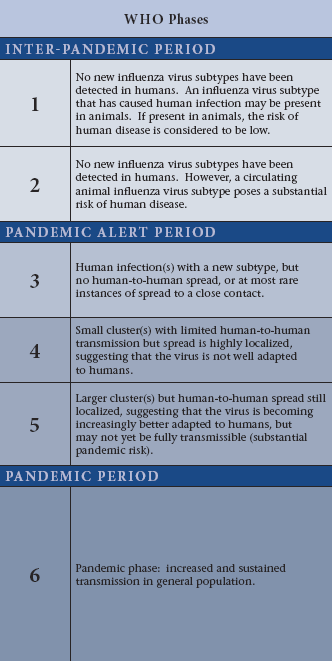
WHOのインフルエンザ・パンデミック6段階。現在ではこの分類は使われていない。

WHO：2009年4月29日発表の文書に基づく警戒レベル
フェーズ1
動物の中で循環しているウイルスがヒトにおいて感染を引き起こしたとの報告がない状態。
フェーズ2
ヒトに感染を引き起こしたことがわかっているインフルエンザウイルスが家畜または野生の動物の間で循環しており、潜在的なパンデミックの脅威であると考えられる状態。
フェーズ3
動物インフルエンザまたはヒト－動物のインフルエンザの再集合ウイルスがヒトにおいて散発例小集団集積症例が見られるが、コミュニティーレベルでのアウトブレイクを維持できるだけの十分なヒト－ヒト感染伝播を起こしていない状態。
フェーズ4
動物インフルエンザまたはヒト－動物のインフルエンザの再集合ウイルスがコミュニティーレベルのアウトブレイクを引き起こすことが確認された状態。コミュニティーでの持続的感染ができる能力を獲得したことは、パンデミックに対するリスクが高まっていることを意味する｡
フェーズ5
1つのWHO地域の少なくとも2つの国でウイルスのヒト－ヒト感染拡大があることである。多くの国々はこの段階では影響を受けていなが、フェーズ5の宣言は、パンデミックが目前に迫ったものであることを示す強い警告である。
フェーズ6
フェーズ5に定義された基準に加え、WHOの異なる地域において少なくとも他の1つの国でコミュニティーレベルでのアウトブレイクがある状態。このフェーズが指定されることは、世界的なパンデミックが進行中であることを示す。
※ 「押谷仁(2009), インフルエンザパンデミック（H1N1）2009を考える」より引用。

## 対策
WHOの分類フェーズを目安にしつつ、各国の政府、自治体、行動計画をそれぞれ作成することによって、パンデミックへの対策を行わなければならない。企業等さまざまな組織も、従業員や顧客を護るために対策を練ることになる。WHOの警告の遅れは各国の対策の遅れに直結する。例として、2019年以降の新型コロナウイルスの流行の際にはWHOのパンデミック宣言が大幅に遅れた結果、各国に甚大な被害をもたらすこととなった
感染症管理において重要なのは、「流行曲線の平坦化」として知られているピーク時における発生数削減である。これによって医療サービスがパンクするリスクを低減し、ワクチンと治療法の開発に必要な時間を稼ぐのである。
- ピークシフトのイメージ
- コミュニティ緩和の目標。(1) 発生のピークを遅らせる (2) カーブを平準化することで医療へのピーク負担を軽減する (3) 全体的な健康への影響を軽減する[27][28]。

アウトブレイク管理のために、非薬物療法的な介入が行われる場合がある。例えばインフルエンザのパンデミックでは、手指の衛生、衛生マスクの着用、自己検疫などの個人的な予防策、学校閉鎖や大規模集会キャンセルといった社会距離の拡大、そのような介入の受け入れと参加を奨励するコミュニティ戦略、表面の洗浄といった環境対策が挙げられる。

## パンデミックの歴史
ここでは感染症全般の歴史ではなく、『パンデミックの歴史』を記述する。感染症によるパンデミックは古代より見られ、大きな被害を与えてきた。
14世紀には黒死病（ペスト）がヨーロッパで大流行した。このときの流行では当時のヨーロッパ総人口の約3分の1にあたる、およそ2500万人から3000万人もの死者を出したとされる。その後もペストは合わせて3回のパンデミックを引き起こすこととなる（ペストの歴史）。
16世紀にはコロンブス交換によってもたらされた天然痘が南北アメリカ大陸で猛威をふるい、天然痘の免疫を持たなかった先住民の人口は約10分の1にまで減少した。また、この天然痘の大流行はアステカ帝国やインカ帝国といった現地の政治権力に大打撃を与え、両国の滅亡とスペインの新大陸制覇の一因となった。
19世紀から20世紀にかけてコレラが、地域を変えつつ7回の大流行を起こした。中国では1855年から慢性的なペスト流行が起こっていたが、1894年には香港にその流行が拡大し、欧米への拡大が懸念されたものの、国際協力体制の元隔離検疫体制が敷かれ、香港外への流行拡大は防がれた。これは感染症に対する国際防疫体制の嚆矢となった。
1918年にはアメリカでスペインかぜ（インフルエンザ）が発生し、第一次世界大戦のヨーロッパ戦線にアメリカ軍が大量に投入されたことでヨーロッパへ持ち込まれ、さらに全世界へと拡大した。この流行は翌1919年まで続き、死亡者は約5000万人から1億人にものぼった。この時期は第一次世界大戦の末期にあたり、総力戦体制のもと全世界的に軍隊や労働者の移動が活発となったことがより被害を甚大なものとした。流行は鉄道や河川といった輸送ルートを通過して海岸部の港湾都市から奥地へと拡散していった。
1980年代以降、後天性免疫不全症候群（エイズ）の患者が全世界で増大したが、とりわけ最も感染の激しかったサハラ以南アフリカでは全人口の30%以上が感染した国家まで存在し、平均寿命の大幅な減少が複数の国家で見られた。
2019年12月以降、新型コロナウイルス（SARS-CoV-2）による急性呼吸器疾患（COVID-19）が中国の湖北省東部の武漢市から流行し、2020年3月11日、WHOは「新型コロナウイルスの流行について、パンデミック相当である」との見解を示した。2022年9月7日（UTC）時点で、世界人口（約80億人）の13分の1に相当する6億人以上の感染者と640万人以上の死者が出ている。

### 歴史的パンデミックの年表
| 発生年              | 主な流行地域       | 名称                                               | 疾患                 | 病原体                               | 死亡者数                    | 備考                                                                                 |
| ------------------- | ------------------ | -------------------------------------------------- | -------------------- | ------------------------------------ | --------------------------- | ------------------------------------------------------------------------------------ |
| 紀元前430年 - 426年 | ギリシャ           | アテネの疫病（en:Plague of Athens）                | 不明                 |                                      | 7万5000 - 10万人            |                                                                                      |
| 165年 - 180年       | ローマ             | アントニヌスの疫病（英語: Antonine Plague）        | 未知                 | 麻疹 ? または天然痘 ？               | 500万人                     | 別名ガレンの疫病 アントニンペストと呼ばれる事もある (但しペストは誤認の可能性が高い) |
| 195年 - 220年       | 中国               | 建安の疫病（zh:中國瘟疫史 #三國時期）              |                      | 腸チフス ?                           | 1000万人以上                | 「三国志」の時代の疾病                                                               |
| 541年 - 542年       | 地中海             | ユスティニアヌスのペスト（en:Plague of Justinian） | ペスト               | ペスト菌                             | 2500万人                    | 歴史に記録された世界初のペスト流行                                                   |
| 1347年 - 1352年     | 東中西アジア、欧州 | 黒死病                                             | ペスト               | ペスト菌                             | 7500万人以上                | 二度目のペスト大規模流行                                                             |
| 1518年 - 1568年     | メキシコ           |                                                    | 天然痘 麻疹 腸チフス | 天然痘ウイルス 麻疹ウイルス チフス菌 | 1700万人                    | ヨーロッパ人により持ち込まれたもの                                                   |
| 1556年 - 1560年     | 欧州               |                                                    | インフルエンザ       | インフルエンザウイルス               | 2500万人                    | 致死率20%                                                                            |
| 1665年              | イギリス           | ロンドンの大疫病                                   | ペスト               | 腺ペスト                             | 7万5000人以上               |                                                                                      |
| 1775年 - 1782年     | 北アメリカ         |                                                    | 天然痘               | 天然痘ウイルス                       | 13万人                      |                                                                                      |
| 1816年 - 1826年     | アジア             |                                                    | コレラ               | コレラ菌                             |                             |                                                                                      |
| 1829年 - 1851年     | 欧州、北アメリカ   |                                                    | コレラ               | コレラ菌                             |                             |                                                                                      |
| 1852年 - 1860年     | ロシア             |                                                    | コレラ               | コレラ菌                             | 100万人                     |                                                                                      |
| 1863年 - 1875年     | 欧州、アフリカ     |                                                    | コレラ               | コレラ菌                             |                             |                                                                                      |
| 1866年              | 北アメリカ         |                                                    | コレラ               | コレラ菌                             |                             |                                                                                      |
| 1892年              | ドイツ             |                                                    | コレラ               | コレラ菌                             |                             |                                                                                      |
| 1899年－1923年      | ロシア             |                                                    | コレラ               | コレラ菌                             |                             |                                                                                      |
| 1855年 - 1896年     | アジア             |                                                    | ペスト               | ペスト菌                             | 1000万人                    |                                                                                      |
| 1918年 - 1920年     | 世界               | スペインかぜ                                       | インフルエンザ       | インフルエンザA／H1N1                | 1700万 - 5000万人           | 初発見はアメリカ合衆国                                                               |
| 1957年 - 1958年     | 世界               | アジアかぜ                                         | インフルエンザ       | インフルエンザA／H2N2                | 100万人                     |                                                                                      |
| 1961年 - 現在       | 南アジア、ソ連     | El Tor型コレラ（正式名称なし）                     | コレラ               | コレラ菌                             |                             | 推定されうるコレラの世界的流行7度目                                                  |
| 1968年 - 1969年     | 世界               | 香港かぜ                                           | インフルエンザ       | インフルエンザA／H3N2                | 75万人                      | 日本では通称「A/香港型」                                                             |
| 2009年 - 2010年     | 世界               | A(H1N1)pmd09（新型インフルエンザ）                 | インフルエンザ       | インフルエンザA／H1N1swl             | 14,142人                    |                                                                                      |
| 2019年 - 2024年     | 世界               | COVID-19（新型コロナウイルス感染症）               | 肺炎他 (COVID-19)    | 新型コロナウイルス (SARS-CoV-2)      | 682万人以上 (2023年4月時点) | 初発見は中華人民共和国 致死率5％                                                     |

## パンデミックに発展する恐れのある疾病
WHOの「国際的感染症対策ネットワーク (2009)」が警戒する感染症は、以下の19疾病である。
- 炭疽
- 鳥インフルエンザ
- クリミア・コンゴ出血熱
- デング熱
- エボラ出血熱
- ヘンドラウイルス感染症
- 肝炎
- インフルエンザ
- 2009年インフルエンザ（H1N1）
- ラッサ熱
- マールブルグ熱
- 髄膜炎症（英：Meningococcal disease）
- ニパウイルス感染症
- ヒトメタニューモウイルス
- ペスト
- リフトバレー熱
- 重症急性呼吸器症候群（SARS）
- 天然痘
- 野兎病
- 黄熱病

## WHOのパンデミック誤警告問題
WHOは、2009年に「今、すべての人類が脅威にさらされている」として新型インフルエンザH1N1亜型を全ての人類の脅威として警告を行った。その後、新型インフルエンザが弱毒性であることが発覚するも、顕著な感染や死亡の被害が著しい事態を想定した警告であるフェーズレベル6/6と警告し、パンデミック（世界的大流行）の宣言を行なった（このWHOのパンデミック警告の経緯については、「2009年新型インフルエンザの世界的流行#発生確認」を参照）。しかし、「全ての人類の脅威」とまで宣言された新型インフルエンザは、他の季節性インフルエンザと大差ないレベルのインフルエンザであり、被害も小さかった。一連のWHOの誤報を重く見た欧州議会は、パンデミック宣言に至った経緯の調査に踏み出す事態となった。
欧州議会ヴォルフガング・ワダルグ前保健衛生委員長は、「WHOのパンデミック宣言は、偽のパンデミックであった」とし、一連のパンデミック宣言を批判した。「その原因にはWHOの意思決定に製薬会社の意向が大きく影響しており、それが今回のパンデミック宣言につながった」として、WHOの意思決定システムを問題視している。そのパンデミックの言葉は、医学的にも歴史的にも不適切な使用であった。一方、世界最大規模の製薬会社であるグラクソ・スミスクライン社（イギリス）は、「製薬会社がWHOのパンデミック宣言に影響を与えているなどの認識は、誤りである」と、インタビューで反論している。

## インフォデミック
インフォデミック（英: infodemic）とは、疫病の流行に伴う流言が急速かつ大量に広がって社会に混乱をもたらす状況を指す。
この概念は、誤報と闘うための取り組みの中で提唱された。2020年2月2日、世界保健機関 (WHO) は新型コロナウイルス (SARS-CoV-2)について、人々が必要とするときに、信頼できる情報源と信頼できるガイダンスを得るのを困難にする情報が過剰に報告されており、正確な情報と事実に反した誤情報が混在している状況となっていることから、「大量情報伝染（たいりょうじょうほうでんせん、英: massive infodemic）」を宣言した。
このような状況下ではタイムリーで信頼できる情報に対する高い需要があるため、WHOはこれまでの慣例を破る24時間年中無休ホットラインの創設を奨励し、「コミュニケーションおよびソーシャルメディアチームが、Webサイトおよびソーシャルメディアページ (SNS) を通じて誤った情報を監視し、対応にあたっている」としている。
Facebook, Twitter, Googleは、「『誤報 (英: misinformation) 』について、WHOと共に取り組んでいる」と発表。Facebookは、「大手の世界的な保健機関や地方自治体などによって、『身体的危害（英: physical harm）』に繋がる誤った情報（コンテンツポリシー違反）とされたコンテンツを削除する」としている。Googleは2020年5月、当時YouTube上で公開され数百万回再生されていた動画『プランデミック（Plandemic）』について、『新型コロナウイルス感染症（COVID-19）に関する虚偽情報ポリシー違反』に該当するとして削除している。
Amazon.comは2020年2月末、「新型コロナウイルスから保護することができる」と誤った主張をした100万点以上の商品を禁止し、出品停止とした。また、過度に高額な健康関連商品の出品を数万点削除した。

## 人間以外
人間以外にもパンデミックは発生し、原人ネアンデルタール人が絶滅した理由の仮説には感染症によるという説もあるように、伝染病によって種の絶滅の可能性もありうる。家畜の感染を予防する法律には、家畜伝染病予防法がある。
動物
人間と共に生きる動物たちは人獣共通感染症に分類される感染症によって感染しあう可能性がある。よって、人類でパンデミックを起こした伝染病は動物たちにも影響を与えうる。例としては、1990年代初頭からコートジボワールに住むチンパンジーやコンゴ共和国のゴリラなどがエボラ出血熱で個体数を激減させ、1999年ごろにアメリカで流行したウエストナイル熱は多くの鳥類の個体数をも減少させた。
逆に動物から人間へも感染し、例として鳥インフルエンザは移動力が高い鳥によって広範囲の人間に感染し、パンデミックを起こしやすい能力を持つウイルスとして認識されている。
- 口蹄疫 - 2010年日本における口蹄疫の流行の他、1997年の台湾の約380万頭の豚の殺処分、2001年のイギリスの約650万頭など世界中で流行が確認されている[53]。
- 豚熱（豚コレラ）
- アフリカ豚熱
- 犬ジステンパーウイルス - ニホンオオカミの絶滅の原因の一つとされる[54]。そのほかライオンにも感染し、近縁種もアザラシやイルカ類などに大流行を起こし多くを死に至らしめた[50]。
- デビル顔面腫瘍性疾患（英語版） - 1996年から2015年の間に、影響を受けたタスマニアデビル生息地の95％を死滅させ、約20年の間に個体数を80％以上減少させた[55]。しかし、耐性を獲得した群れも確認されている[56]。
- ツボカビ症 - 2019年の段階でカエルやサンショウウオなどの500種以上の両生類に著しい個体数減少、90種の絶滅を起こし、それらを捕食する動物にも影響を与えた[57]。

植物
- ブドウネアブラムシ（フィロキセラ） - 19世紀後半よりアメリカから世界に輸送された植物の根に付着して流入。ヨーロッパや日本などのブドウへ壊滅的被害を出した（19世紀フランスのフィロキセラ禍）。感染しない台木とブドウを接ぎ木する事で対策された。
- パナマ病 - 20世紀中盤に主流であったグロスミッチェルバナナの商業栽培を壊滅させた。また、パナマ病に耐性があるバナナにも新パナマ病が世界的に蔓延し徐々に収穫量が低下している。
- プラムポックスウイルス（ウメ輪紋ウイルス）
- いもち病 - 飢饉の原因とも考えられている。